# Saint-Illiers-la-Ville
Saint-Illiers-la-Ville är en kommun i departementet Yvelines i regionen Île-de-France i norra Frankrike. Kommunen ligger i kantonen Bonnières-sur-Seine som tillhör arrondissementet Mantes-la-Jolie. År 2022 hade Saint-Illiers-la-Ville 356 invånare.

## Befolkningsutveckling
Antalet invånare i kommunen Saint-Illiers-la-Ville
| Referens: INSEE |